# Roussent
Roussent est une commune française située dans le département du Pas-de-Calais en région Hauts-de-France. Ses habitants sont appelés les Roussentois. La commune est membre de la communauté de communes des 7 Vallées.

## Géographie

### Localisation
Localisée dans le sud-ouest du département du Pas-de-Calais et limitrophe du département de la Somme, Roussent est une commune rurale de la vallée de l'Authie située, à vol d'oiseau, à 10 km au sud-ouest de la commune de Montreuil-sur-Mer (chef-lieu d'arrondissement) et à 14 km à l'ouest de la commune de Berck (aire d'attraction).
Le territoire de la commune est limitrophe de ceux de cinq communes dont une, Nampont, dans le département de la Somme.
Les communes limitrophes sont Boisjean, Lépine, Maintenay, Nempont-Saint-Firmin et Nampont.

### Géologie et relief
La superficie de la commune est de 5,04 km2 ; son altitude varie de 2  à   73 m.

### Hydrographie
La commune, située dans le bassin Artois-Picardie, est, selon le Service d'administration nationale des données et référentiels sur l'eau (Sandre), drainée par quatre cours d'eau :
- l'Authie, d'une longueur de 108,18 km, qui prend sa source dans la commune de Coigneux, située dans le département de la Somme, et qui se jette dans la Manche entre les communes de Berck et de Fort-Mahon-Plage[4] ;
- le canal de dessèchement Amont, d'une longueur de 10,86 km qui prend sa source dans la commune de Douriez et se jette dans le canal de dessèchement Aval au niveau de la commune de Nampont[5] ;
- le marais cadré, d'une longueur de 1,52 km qui prend sa source dans la commune de Maintenay et se jette dans le canal de dessèchement Amont au niveau de la commune[6] ;
- un cours d'eau au toponyme hydrographique inconnu, d'une longueur de 2,03 km qui prend sa source dans la commune de Nempont-Saint-Firmin et se jette dans le canal de dessèchement Amont au niveau de la commune de Nempont-Saint-Firmin[7].

Le marais de Roussent est situé aux abords du lit de l'Authie qui avec son lit majeur et sa vallée joue un rôle majeur de corridor biologique.
Il abrite des milieux naturels et semi-naturels de haute valeur patrimoniale (tourbière en particulier).
Ses fosses de tourbage (extraction de la tourbe) et les milieux de vasières, cariçaies, roselières, bas marais et bosquets sont des refuges pour de nombreuses espèces animales et végétales. Ils font l'objet de chantiers-nature de volontaires et bénévoles et autres chantiers d'insertion par le travail.
Point de passage d'oiseaux migrateurs, ce marais est traversé par un canal d'asséchement qui rejoint la rivière quelques kilomètres plus loin à Nampont à l'endroit appelé le siphon.
Il abrite des huttes de chasse prisées et nombre de sources dont certaines sont potables. Des visites naturalistes sont organisées dans le marais. C'est une des zones intéressant la trame verte régionale du Nord-Pas-de-Calais. Mais plus qu'un marais, la commune a aussi su garder plusieurs de ses bois sur les versants du village. Le point d'exploitation de nappe phréatique a d'ailleurs été reboisé dans les années 1990 pour une meilleure retenue et qualité d'eau potable.
Roussent est auto-suffisant en eau et en redistribue également aux communes de Lépine et Bois-Jean.

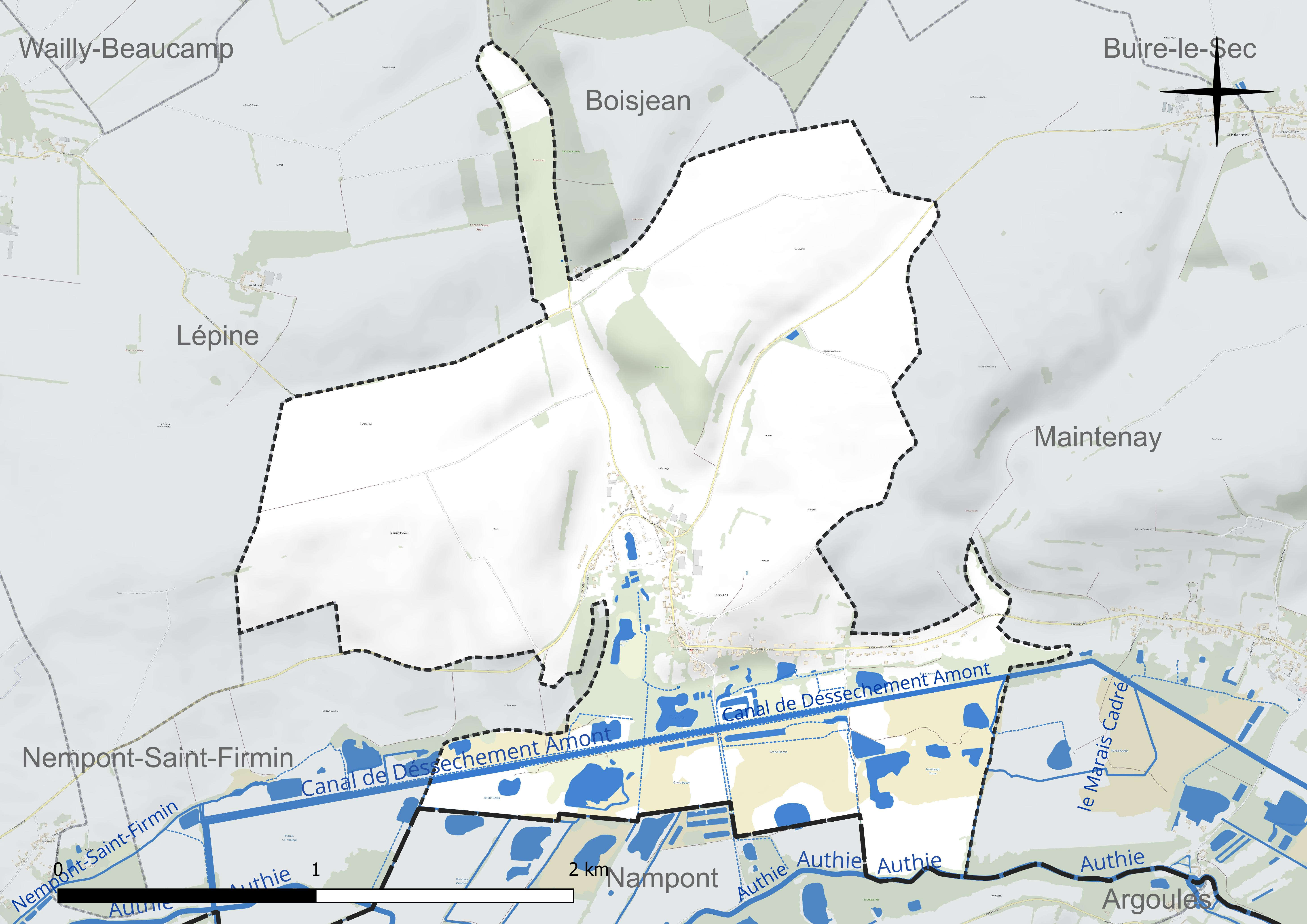
Réseau hydrographique de Roussent.

### Climat
Pour des articles plus généraux, voir Climat des Hauts-de-France et Climat du Nord-Pas-de-Calais.
En 2010, le climat de la commune est de type climat océanique franc, selon une étude du Centre national de la recherche scientifique (CNRS) s'appuyant sur une série de données couvrant la période 1971-2000. En 2020, Météo-France publie une typologie des climats de la France métropolitaine dans laquelle la commune est exposée à un climat océanique et est dans la région climatique Côtes de la Manche orientale, caractérisée par un faible ensoleillement (1 550 h/an) ; forte humidité de l’air (plus de 20 h/jour avec humidité relative > 80 % en hiver), vents forts fréquents.
Pour la période 1971-2000, la température annuelle moyenne est de 10,7 °C, avec une amplitude thermique annuelle de 13 °C. Le cumul annuel moyen de précipitations est de 897 mm, avec 12,2 jours de précipitations en janvier et 8,4 jours en juillet. Pour la période 1991-2020, la température moyenne annuelle observée sur la station météorologique la plus proche, située sur la commune du Touquet-Paris-Plage à 21 km à vol d'oiseau, est de 11,2 °C et le cumul annuel moyen de précipitations est de 888,8 mm,. Pour l'avenir, les paramètres climatiques de la commune estimés pour 2050 selon différents scénarios d'émission de gaz à effet de serre sont consultables sur un site dédié publié par Météo-France en novembre 2022.

### Paysages
Pour un article plus général, voir Paysage en France.
La commune s'inscrit dans l'ouest du « paysage du val d’Authie » tel que défini dans l’atlas des paysages de la région Nord-Pas-de-Calais, conçu par la direction régionale de l'Environnement, de l'Aménagement et du Logement (DREAL),.
Ce paysage, qui concerne 83 communes, se délimite : au sud, dans le département de la  Somme par le « paysage de l’Authie et du Ponthieu, dépendant de l’atlas des paysages de la Picardie et au nord et à l’est par les paysages du Montreuillois, du Ternois et les paysages des plateaux cambrésiens et artésiens. Le caractère frontalier de la vallée de l’Authie, aujourd’hui entre le Pas-de-Calais et la Somme, remonte au Moyen Âge où elle séparait le royaume de France du royaume d’Espagne, au nord.
Son coteau Nord est net et escarpé alors que le coteau Sud offre des pentes plus douces. À l’Ouest, le fleuve s’ouvre sur la baie d'Authie, typique de l’estuaire picard, et se jette dans la Manche. Avec son vaste estuaire et les paysages des bas-champs, la baie d’Authie contraste avec les paysages plus verdoyants en amont.
L’Authie, entaille profonde du plateau artésien, a créé des entités écopaysagères prononcées avec un plateau calcaire dont l’altitude varie de 100 à 163 m qui s’étend de chaque côté du fleuve. L’altitude du plateau décline depuis le pays de Doullens, à l'est (point culminant à 163 m), vers les bas-champs picards, à l'ouest (moins de 40 m). Le fond de la vallée de l’Authie, quant à lui, est recouvert d’alluvions et de tourbes. L’Authie est un fleuve côtier classé comme cours d'eau de première catégorie où le peuplement piscicole dominant est constitué de salmonidés. L’occupation des sols des paysages de la Vallée de l’Authie est composée pour 70 % en culture.

### Milieux naturels et biodiversité

#### Zones naturelles d'intérêt écologique, faunistique et floristique

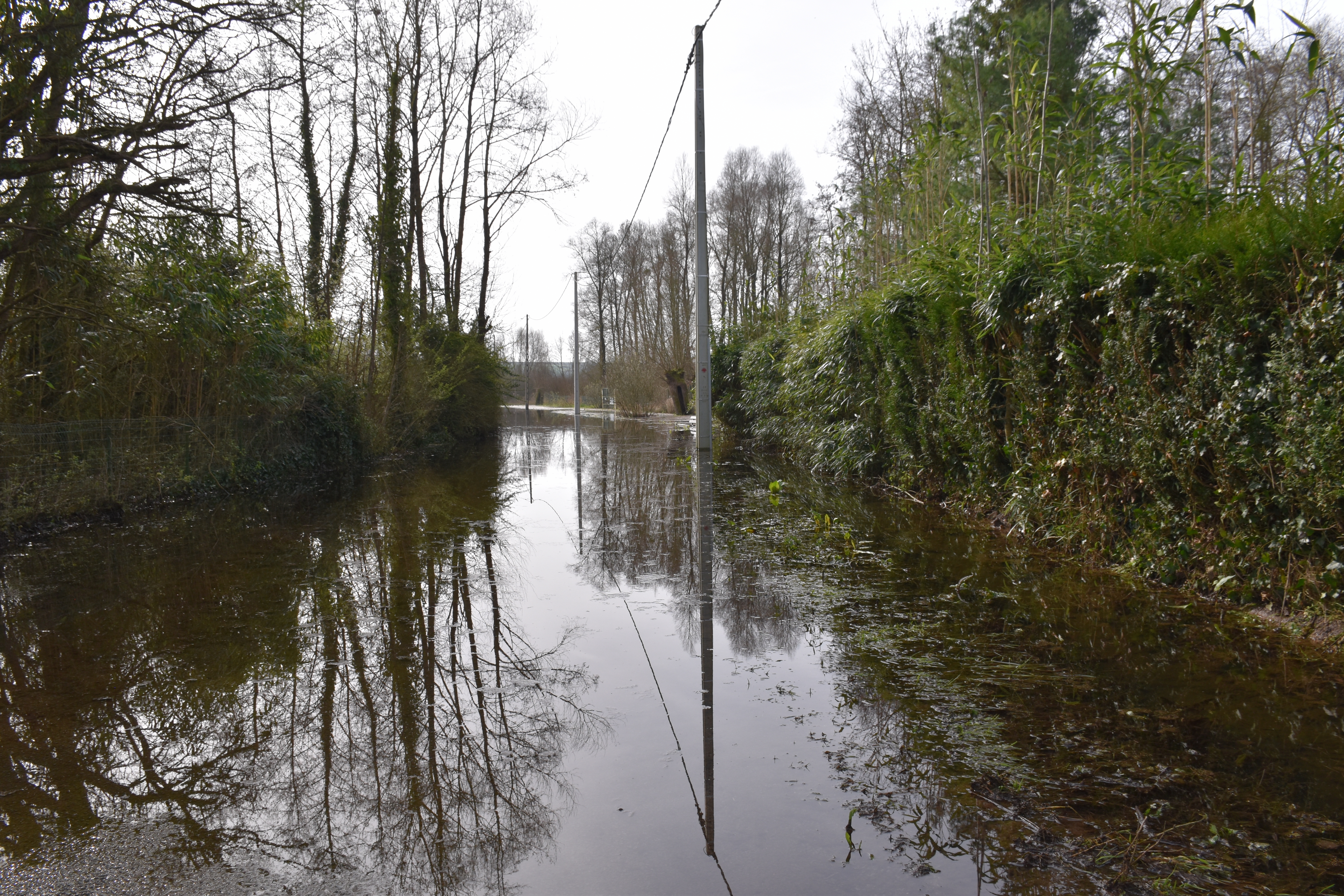
Roussent - L'Authie sortie de son lit en mars 2024.

L’inventaire des zones naturelles d'intérêt écologique, faunistique et floristique (ZNIEFF) a pour objectif de réaliser une couverture des zones les plus intéressantes sur le plan écologique, essentiellement dans la perspective d’améliorer la connaissance du patrimoine naturel national et de fournir aux différents décideurs un outil d’aide à la prise en compte de l’environnement dans l’aménagement du territoire.
Le territoire communal comprend deux ZNIEFF de type 1 :
- le marais de Roussent et Maintenay, d’une superficie de 354 ha et d'une altitude variant de 5  à   8 mètres. Ce site est situé dans la basse vallée de l’Authie; entre le canal de dessèchement et l’Authie, frontière administrative entre les départements du Pas-de-Calais et de la Somme[17] ;
- le marais communal de Nempont-Saint-Firmin, d’une superficie de 53 ha et d'une altitude variant de 4  à   5 mètres. C'est un des plus remarquables sites tourbeux de la région Nord-Pas-de-Calais[18].

et une ZNIEFF de type 2 : la basse Vallée de l’Authie et ses versants entre Douriez et l’estuaire. Cette ZNIEFF forme une longue dépression au fond tourbeux  et offre plus de 4 000 ha de marais, de prairies humides et d'étangs.

Carte des ZNIEFF de type 1 et 2 sur la commune
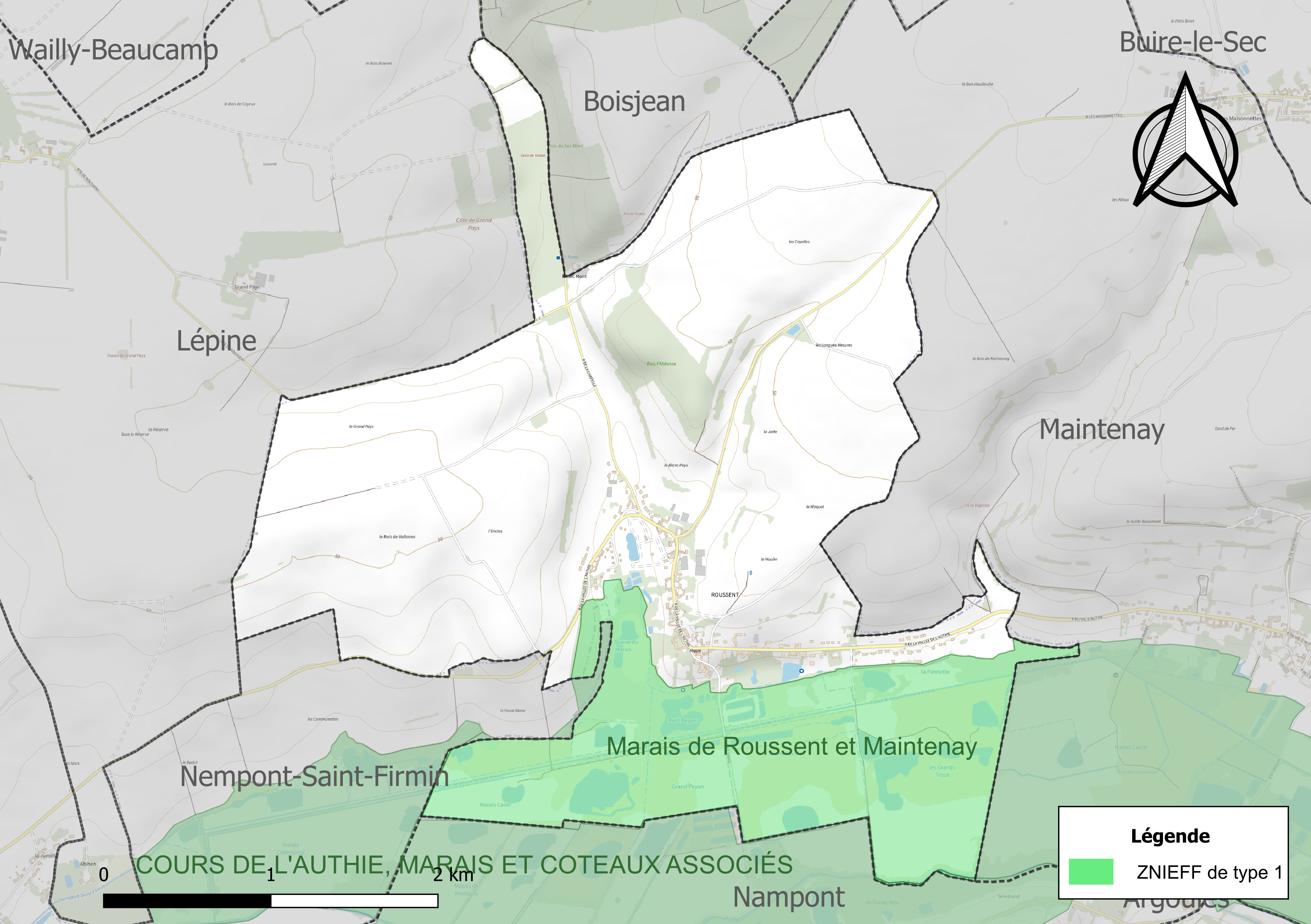
Carte des ZNIEFF de type 1 sur la commune.
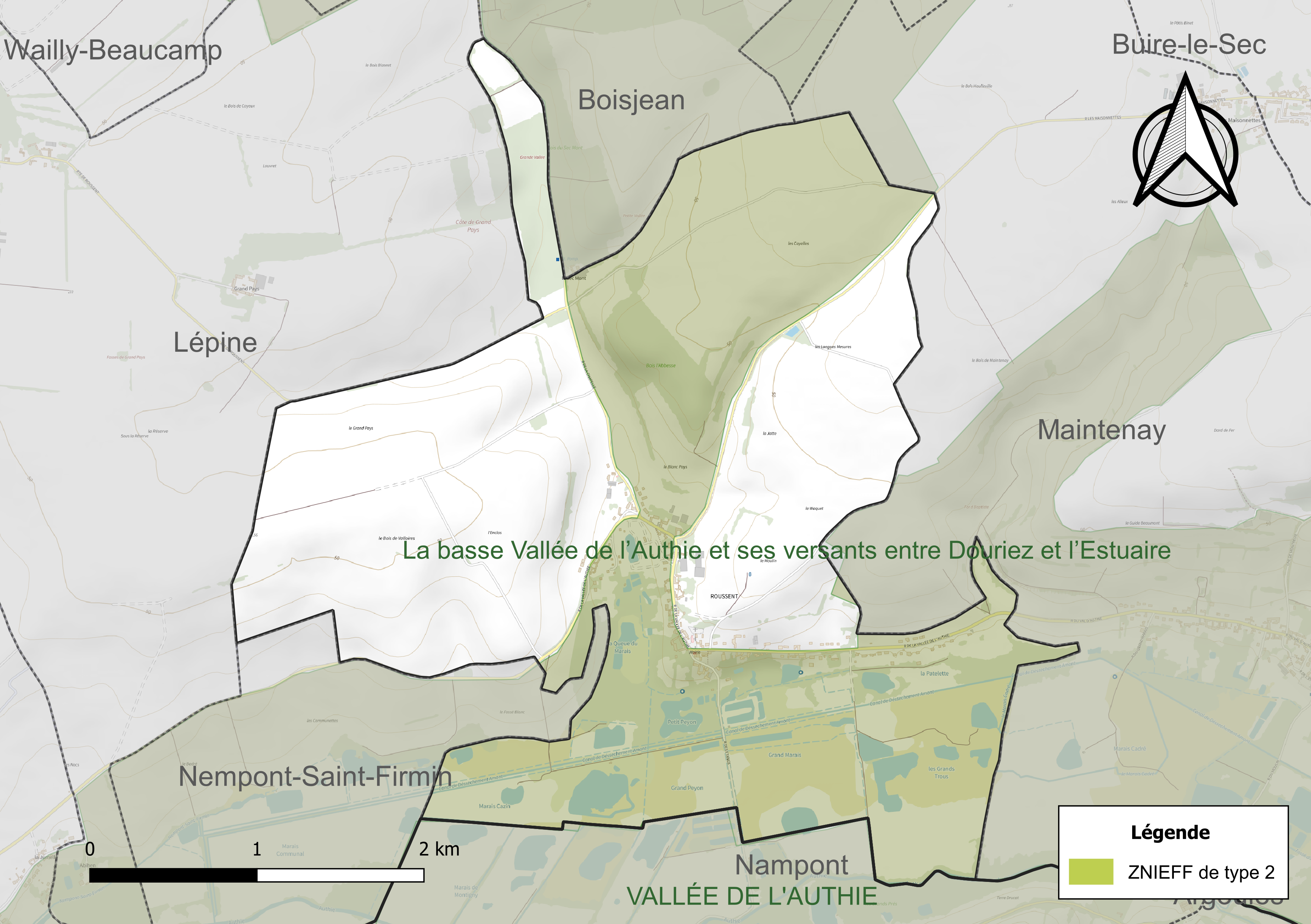
Carte de la ZNIEFF de type 2 sur la commune.

#### Site Natura 2000
Le réseau Natura 2000 est un réseau écologique européen de sites naturels d’intérêt écologique élaboré à partir des directives « habitats » et « oiseaux ». Ce réseau est constitué de zones spéciales de conservation (ZSC) et de zones de protection spéciale (ZPS). Dans les zones de ce réseau, les États membres s'engagent à maintenir dans un état de conservation favorable les types d'habitats et d'espèces concernés, par le biais de mesures réglementaires, administratives ou contractuelles.
Sur la commune, un site Natura 2000 de type B est défini en site d'importance communautaire (SIC) : les prairies et marais tourbeux de la basse vallée de l'Authie, d'une superficie de 307 ha.

#### Espèces faunistiques et floristiques
L’Inventaire national du patrimoine naturel (INPN) recense plusieurs espèces faunistiques et floristiques sur le territoire de la commune dont certaines sont protégées et d’autres menacées et quasi-menacées.

## Urbanisme

### Typologie
Au 1er janvier 2024, Roussent est catégorisée commune rurale à habitat dispersé, selon la nouvelle grille communale de densité à sept niveaux définie par l'Insee en 2022.
Elle est située hors unité urbaine. Par ailleurs la commune fait partie de l'aire d'attraction de Berck, dont elle est une commune de la couronne,. Cette aire, qui regroupe 19 communes, est catégorisée dans les aires de moins de 50 000 habitants,.

### Occupation des sols
L'occupation des sols de la commune, telle qu'elle ressort de la base de données européenne d’occupation biophysique des sols Corine Land Cover (CLC), est marquée par l'importance des territoires agricoles (66,8 % en 2018), une proportion identique à celle de 1990 (66,8 %). La répartition détaillée en 2018 est la suivante : 
terres arables (65,1 %), zones humides intérieures (24,6 %), zones urbanisées (5,4 %), forêts (3,1 %), prairies (1,7 %). L'évolution de l’occupation des sols de la commune et de ses infrastructures peut être observée sur les différentes représentations cartographiques du territoire : la carte de Cassini (XVIIIe siècle), la carte d'état-major (1820-1866) et les cartes ou photos aériennes de l'IGN pour la période actuelle (1950 à aujourd'hui).

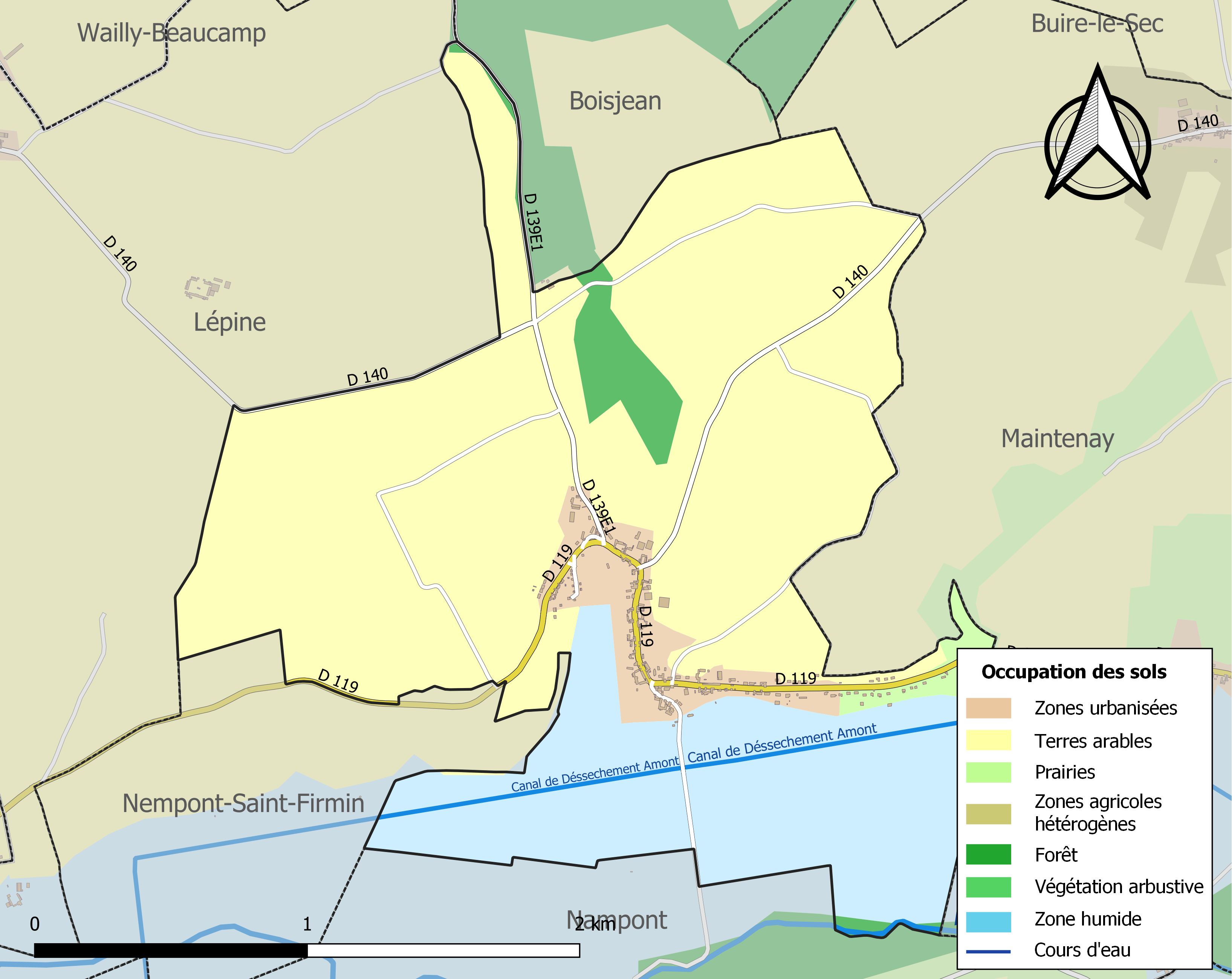
Carte des infrastructures et de l'occupation des sols de la commune en 2018 (CLC).

## Toponymie
Le nom de la localité est attesté sous les formes Rossem en 1140 (cartulaire de Valloires) ; Russem en 1196 (cartulaire de Saint-Josse-sur-Mer) ; Rousem en 1207 (charte du Val) ; Russen en 1232 (cartulaire de Saint-Josse-sur-Mer) ; Roussem en 1252 (terroir de Dommartin) ; Roussent en 1789, Roussent en 1793 et depuis 1801.
Maintenay absorbe Roussent en 1824 puis Maintenay se sépare de Roussent en 1859 qui redevient une commune.
Il s'agit d'un type toponymique germanique en -hem qui résulte de l'évolution de ham constatée en flamand et en picard. Ham signifie « foyer, maison », puis « groupement d'habitations » (voir hameau de même étymologie et toponymes le Ham). La réécriture en -ent est constatée plus au nord vers la Canche, où elle caractérise de nombreux toponymes concentrés dans la même région : Beussent, Rinxent, Inxent, Tubersent, Hubersent, etc.
En réalité, il ne s'agit pas de -ent, mais de -sent, le [s] s'expliquant par le génitif saxon, à la fin de l'élément précédent, c'est-à-dire un anthroponyme. Ce qui implique qu'on ait parlé germanique assez longtemps dans la région, ce [s] apparaissant tardivement en toponymie.

## Histoire
En 1789, Roussent fait partie de la généralité d'Amiens et de l'élection de Doullens.

## Politique et administration

### Découpage territorial
La commune se trouve dans l'arrondissement de Montreuil du département du Pas-de-Calais.

#### Commune et intercommunalités
La commune a fait partie, de 1996 à 2013, de la communauté de communes du val de Canche et d'Authie et, depuis le 1er janvier 2014, elle fait partie de la communauté de communes des 7 Vallées (7 Vallées comm) dont le siège est basé à Hesdin-la-Forêt.

#### Circonscriptions administratives
La commune faisait partie du canton de Campagne-lès-Hesdin, depuis la loi du 22 décembre 1789 reprise par la constitution de 1791, qui divise le royaume (la République en septembre 1792), en communes, cantons, districts et départements.
Dans le cadre du redécoupage cantonal de 2014 en France, elle est maintenant rattachée, ainsi que toutes les communes de l'ancien canton de Campagne-lès-Hesdin, au canton d'Auxi-le-Château qui passe de 26 à 84 communes. La commune communauté de communes des 7 Vallées regroupe 66 communes et totalise 29 425 habitants en 2022.

#### Circonscriptions électorales
Pour l'élection des députés, la commune fait partie, depuis 1986, de la quatrième circonscription du Pas-de-Calais.

### Élections municipales et communautaires

#### Liste des maires
| Période | Période                    | Identité                | Étiquette | Qualité                                                                          |
| ------- | -------------------------- | ----------------------- | --------- | -------------------------------------------------------------------------------- |
| 1800    | 1824                       | Devilliers              |           |                                                                                  |
| 1858    | 1871                       | Élie Parmentier         |           |                                                                                  |
| 1871    | 1876                       | Pierre François Delobel |           |                                                                                  |
| 1876    | 1892                       | Charles Ernest Oudin    |           |                                                                                  |
| 1892    | 1900                       | Édouard Vaillant        |           |                                                                                  |
| 1900    | 1904                       | Martial Lenne           |           |                                                                                  |
| 1904    | 1919                       | Benoît Gourlain         |           |                                                                                  |
| 1919    | 1921                       | Eugène Godet            |           |                                                                                  |
| 1921    | 1929                       | François Loy            |           |                                                                                  |
| 1929    | 1935                       | Henri Gobert            |           |                                                                                  |
| 1935    | 1953                       | Georges Calippe         |           |                                                                                  |
| 1953    | 1975                       | Gaston Seine            |           | Décédé en fonction                                                               |
| 1975    | 1977                       | Georges Loy             |           | Agriculteur                                                                      |
| 1977    | 1995                       | François Boulenger      |           |                                                                                  |
| 1995    | En cours (au 4 avril 2022) | Régis Seine             |           | Employé retraité Réélu pour le mandat 2014-2020, Réélu pour le mandat 2020-2026, |

## Équipements et services publics

### Enseignement
La commune est située dans l'académie de Lille et dépend, pour les vacances scolaires, de la zone B.

## Population et société

### Démographie
Les habitants sont appelés les Roussentois.

#### Évolution démographique
L'évolution du nombre d'habitants est connue à travers les recensements de la population effectués dans la commune depuis 1793. Pour les communes de moins de 10 000 habitants, une enquête de recensement portant sur toute la population est réalisée tous les cinq ans, les populations de référence des années intermédiaires étant quant à elles estimées par interpolation ou extrapolation. Pour la commune, le premier recensement exhaustif entrant dans le cadre du nouveau dispositif a été réalisé en 2007.

En 2022, la commune comptait 247 habitants, en évolution de +2,92 % par rapport à 2016 (Pas-de-Calais : −0,72 %, France hors Mayotte : +2,11 %).
| 1793 | 1800 | 1806 | 1821 | 1861 | 1866 | 1872 | 1876 | 1881 |
| ---- | ---- | ---- | ---- | ---- | ---- | ---- | ---- | ---- |
| 128  | 126  | 134  | 188  | 265  | 284  | 300  | 301  | 302  |

| 1886 | 1891 | 1896 | 1901 | 1906 | 1911 | 1921 | 1926 | 1931 |
| ---- | ---- | ---- | ---- | ---- | ---- | ---- | ---- | ---- |
| 308  | 322  | 283  | 281  | 271  | 250  | 225  | 201  | 189  |

| 1936 | 1946 | 1954 | 1962 | 1968 | 1975 | 1982 | 1990 | 1999 |
| ---- | ---- | ---- | ---- | ---- | ---- | ---- | ---- | ---- |
| 189  | 179  | 181  | 172  | 158  | 148  | 147  | 172  | 151  |

| 2006 | 2007 | 2012 | 2017 | 2022 | - | - | - | - |
| ---- | ---- | ---- | ---- | ---- | - | - | - | - |
| 190  | 196  | 217  | 241  | 247  | - | - | - | - |

#### Pyramide des âges
La population de la commune est relativement jeune.
En 2018, le taux de personnes d'un âge inférieur à 30 ans s'élève à 40,6 %, soit au-dessus de la moyenne départementale (36,7 %). À l'inverse, le taux de personnes d'âge supérieur à 60 ans est de 22,8 % la même année, alors qu'il est de 24,9 % au niveau départemental.
En 2018, la commune comptait 117 hommes pour 123 femmes, soit un taux de 51,25 % de femmes, légèrement inférieur au taux départemental (51,50 %).
Les pyramides des âges de la commune et du département s'établissent comme suit.
| Hommes | Classe d’âge | Femmes |
| ------ | ------------ | ------ |
| 0,9    | 90 ou +      | 0,0    |
| 3,4    | 75-89 ans    | 5,6    |
| 18,8   | 60-74 ans    | 16,9   |
| 11,1   | 45-59 ans    | 12,9   |
| 26,5   | 30-44 ans    | 22,6   |
| 13,7   | 15-29 ans    | 15,3   |
| 25,6   | 0-14 ans     | 26,6   |

| Hommes | Classe d’âge | Femmes |
| ------ | ------------ | ------ |
| 0,5    | 90 ou +      | 1,6    |
| 5,6    | 75-89 ans    | 8,9    |
| 16,7   | 60-74 ans    | 18,1   |
| 20,2   | 45-59 ans    | 19,2   |
| 18,9   | 30-44 ans    | 18,1   |
| 18,2   | 15-29 ans    | 16,2   |
| 19,9   | 0-14 ans     | 17,9   |

## Économie

### Entreprises et commerces
L'économie de la commune est aujourd'hui fortement axée sur l'accueil touristique et l'exploitation de la chasse et de la pêche. Des randonnées à la découverte des vieux sentiers sont possibles alentour.
Cependant l'activité agricole demeure présente, et si les plantations de tabac ont disparu, on trouve au village un producteur de volailles de qualité reconnue.
La célèbre pomme de terre ratte du Touquet, tant appréciée des gourmets, a été un temps également cultivée à Roussent. La variété réside entre céréales et betteraves, vaches allaitantes et laitières.

## Culture locale et patrimoine

### Lieux et monuments
- L'église Saint-Riquier de 1842.
- Le monument aux morts[38].
- La chapelle, en venant de Bois-Jean, en allant vers Maintenay, elle se trouve à l'entrée du village ainsi qu'une ferme et deux calvaires sur le bord gauche de la route.
- D'anciennes fermes (privées) dont une de 1749 contribuent au patrimoine du village.
- Une ancienne pompe à essence à bols subsiste sur la terrasse d'un commerce, vestige d'un des deux anciens cafés qui a brûlé et a été reconstruit.

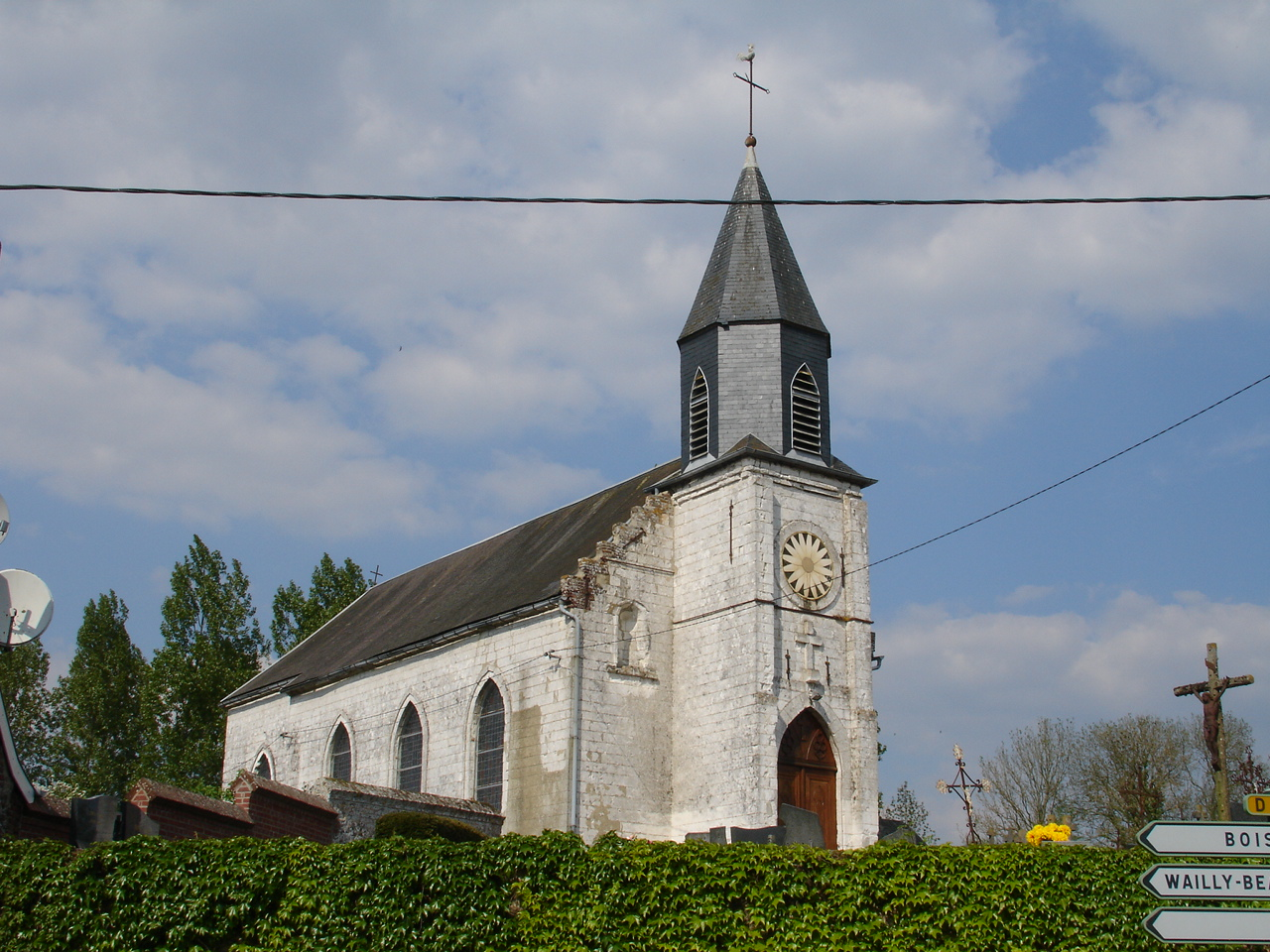
L'église Saint-Riquier.
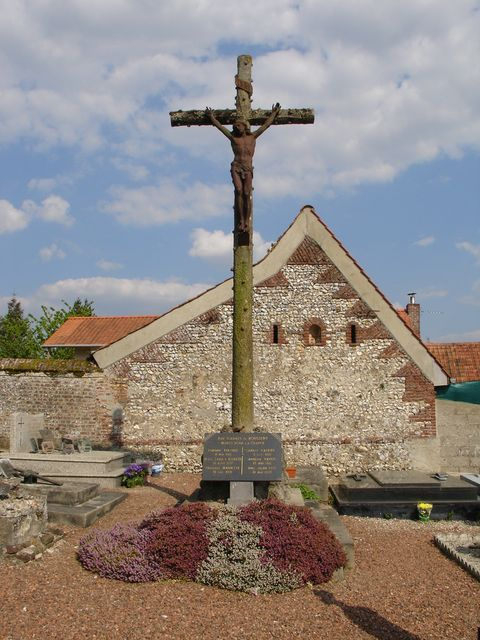
Le monument aux morts.
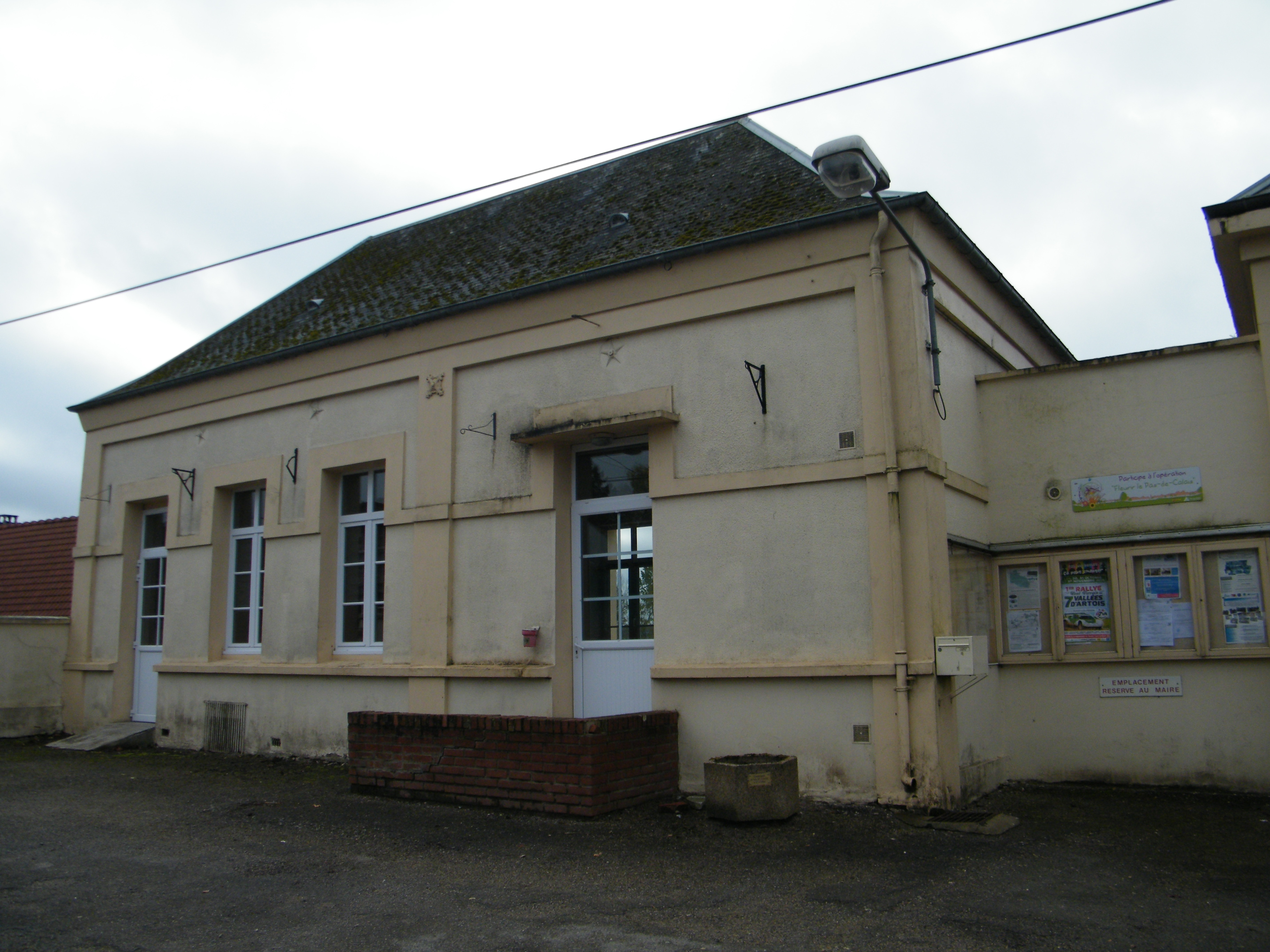
La salle communale.

### Héraldique
| Blason de Roussent | Blason  | D'argent au sautoir d'azur chargé en cœur d'une molette d'or. |
| Blason de Roussent | Détails | Blason inspiré de l'abbaye de Sainte-Austreberthe de Montreuil (abbaye qui portait d'argent au sautoir de gueules chargé en cœur d'une molette d'or) et dont dépendait, avant 1789, la commune. Adopté par la municipalité. |

## Pour approfondir

#### Bases de données, dictionnaires et encyclopédies
- Ressources relatives à la géographie :   - Insee (communes)
  - Ldh/EHESS/Cassini
- Ressource relative à plusieurs domaines :   - Annuaire du service public français
- Notices d'autorité :   - BnF (données)